# Андре Де Грас
Андре Де Грас (на английски: Andre De Grasse) e канадски спринтьор. Като част от канадския отбор в шафетата 4×100 m той е златен медалист от олимпиадата в Париж (2024 г.), сребърен медалист от олимпиадата в Токио (2021 г.) и бронзов медалист от олимпиадата в Рио де Жанейро (2016 г.). Като индивидуален състезател е златен медалист в бягане на 200 m от олимпийските игри в Токио, сребърен медалист в бягане на 200 m от олимпийските игри в Рио де Жанейро и бронзов медалист в бягане на 100 m от олимпийските игри в Токио и Рио де Жанейро.
Де Грас е и световен шампион в шафетата 4×100 m от 2022 г.

## Биография
Де Грас е роден на 10 ноември 1994 г. в Торонто, Канада.